# Castel Sant'Angelo (by)
 For alternative betydninger, se Castel Sant'Angelo. (Se også artikler, som begynder med Castel Sant'Angelo)
Castel Sant'Angelo er en italiensk by (og kommune) i regionen Lazio i Italien, med omkring 1.174(2023) indbyggere.